# Abu Dawud al-Sijistani
Abū Dāwūd al-Sijistānī, nome completo Abū Dāwūd Sulaymān ibn Ashʿath al-Azdī al-Sijistānī (in arabo ﺍﺑﻮ ﺩﺍﻭﺩ السجستاﻧﻲ‎?; Sistan, 817 – Bassora, 888), è stato tradizionista islamico.

## Biografia
Nacque nel Sijistān nel 202/817. Per un periodo di tempo si stabilì a Bassora, cosa che probabilmente fece pensare che la sua nisba Sijistānī derivasse da un villaggio presso Bassora, chiamato Sijistān. Morì nello Shawwāl del 275/888. Fu un noto collezionista di ʾaḥādīth e scrisse in tutto ventuno libri, ma il Kitāb al-Sunan è considerato il più celebre dei suoi lavori poiché rappresenta il terzo per importanza dei Sei libri (al-Kutub al-sitta) che costituiscono la Sunna.
Come tutti i suoi colleghi tradizionisti trascorse la sua vita in viaggio raggiungendo tappe sacre della formazione dell'Islam come Iraq, Arabia Saudita, Siria, Khorasan (regione situata nella parte orientale dell'attuale Iran) fino ad arrivare in Egitto per intraprendere i suoi studi guadagnandosi col passare del tempo, un'alta reputazione per la sua vasta conoscenza e religiosità.
Il suo libro, che porta il nome generico di Sunan, si differenzia dagli altri per la frequente presenza di alcune note, aggiunte dallo stesso tradizionista per esprimere le sue opinioni sul valore della tradizione stessa. Affermò infatti che nel suo libro aveva cercato di rendere chiari i ʾaḥādīth, anche se essi presentavano notevoli mancanze e debolezze.
Abū Dāwūd nutriva principalmente un interesse verso il diritto. Questo suo interesse venne proiettato nella sua raccolta. Al riguardo, Abu Saʿīd b. al-Aʿrābī disse che chiunque conosceva il Corano e il suo libro possedeva sufficiente conoscenza dell'Islam.
Il Sunan è stato stampato in svariate versioni in oriente, le quali si differenziano l'una dall'altra per elementi mancanti. La versione più veritiera oggi risulta quella di al-Luʾluʾī. Al Cairo fu edita una collezione di ʾaḥādīth mursal e il Kitāb al-Marāsil (1310/1812).